# جوسيف باور
جوسيف باور (بالألمانية: Josef Bauer)‏ هو رائد أعمال وسياسي ألماني، ولد في 10 يونيو 1915 في ألمانيا، وتوفي بنفس المكان في 15 يوليو 1989. حزبياً، نشط في الاتحاد الاجتماعي المسيحي والحزب النازي. انتخب عضو في البوندستاغ الألماني خلال فترته النيابية ‏ (6 أكتوبر 1953 – 6 أكتوبر 1957).